# Шветашватара-упанишада
«Шветашвата́ра-упаниша́да» (IAST: Śvetāśvatara upaniṣad) — ведийский текст на санскрите, одна из одиннадцати упанишад канона мукхья, к которому принадлежат наиболее древние упанишады, прокомментированные Шанкарой. «Шветашватара-упанишада» ассоциируется с «Кришна Яджурведой» и в каноне муктика из 108 основных упанишад стоит на 14-м месте.

## Название
Слово шветашватара часто встречается в ведийской литературе и в переводе означает «белый мул». Человека, у которого была белая лошадь, называли «шветашва», а у кого был белый мул — «шветашватара». Шветашва — это также одно из имён Арджуны в древнеиндийском эпосе «Махабхарате». В «Ригведе» также встречается мудрец по имени Шьявашва «владеющий чёрной лошадью».

## Датировка
Датируется учёными V—I веками до н. э..

## Содержание и значение
«Шветашватара-упанишада» состоит из шести глав и 113 "текстов" (стихов). В последней главе утверждается, что мудрец Шветашватара в результате практики аскез и божественной милости получил это знание и передал его своим ученикам.
«Шветашватара-упанишада» является первым текстом, в котором систематически объясняется философия шиваизма. Согласно Гэвину Фладу, в этой упанишаде «представлена теология, поднимающая Рудру до статуса верховного существа, господа Иши, который трансцендентен, но в то же самое время имеет космологические функции, подобно Шиве в более поздних традициях».
«Шветашватара-упанишада» тесно связана с «Бхагавадгитой». По мнению Дандекара, её идеи легли в основу, и нашли дальнейшее развитие в «Бхагавадгите».
Не относится ни к одной из традиционных брахманских школ (все другие ранние упанишады распределены по школам).

## Комментарии
Самый ранний из дошедших до нас комментариев к «Шветашватара-упанишаде» принадлежит перу Шанкары. В своём комментарии Шанкара назвал её «Мантра-упанишадой» ведийской школы Шветашватара. К этой упанишаде также написали комментарии такие философы, как Виджнанатма, Шанкарананда и Нараяна Тиртха.